# Lamellophon

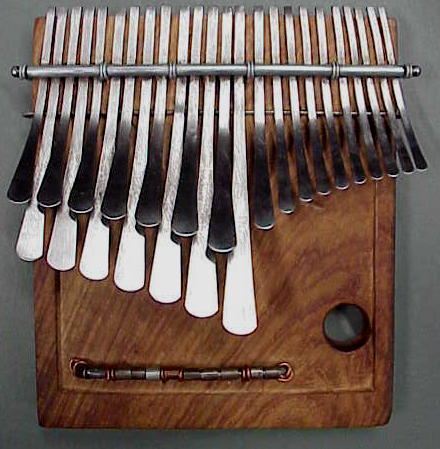
Mbira dza vadzimu

Lamellophone sind in der traditionellen afrikanischen Musik des subsaharanischen Afrika verbreitete verschiedenartige Formen von Musikinstrumenten, die zu den Zupfidiophonen gezählt werden. Mehrere Lamellen sind auf einem Brett oder Resonanzkasten befestigt und werden mit den Fingern angezupft. Zu den regional unterschiedlichen Lamellophonen zählen mbira bei den Shona in Simbabwe, kalimba bei den Chewa und Tumbuka in Malawi, likembe im zentralen Afrika, nsansi bei den Nyungwe in Mosambik, zanza bei den Bena Luluwa in West-Kasai, kadongo in Uganda, marimba in Ost- und Südostafrika und luliimba bei den Makonde im Südosten Tansanias. Veraltete Bezeichnungen aus der Kolonialzeit sind Zupfzungenspiel, Daumenklavier oder Kaffernklavier.
Die meisten Lamellophone haben Eisenzungen. Im zentralen Afrika gibt es auch Typen mit Zungen aus dem Blattstiel von Raphia, wie das timbrh in Kamerun, oder mit Bambuszungen. 
Zur Verbreitung des in mehreren Bantusprachen vorkommenden Namens mbira oder mbila für unterschiedliche Lamellophone und Xylophone im südlichen Afrika siehe Mbila. Zur Verbreitung der afrikanischen Lamellophone nach Südamerika und in die Karibik siehe Marimbula.

## Stimmung

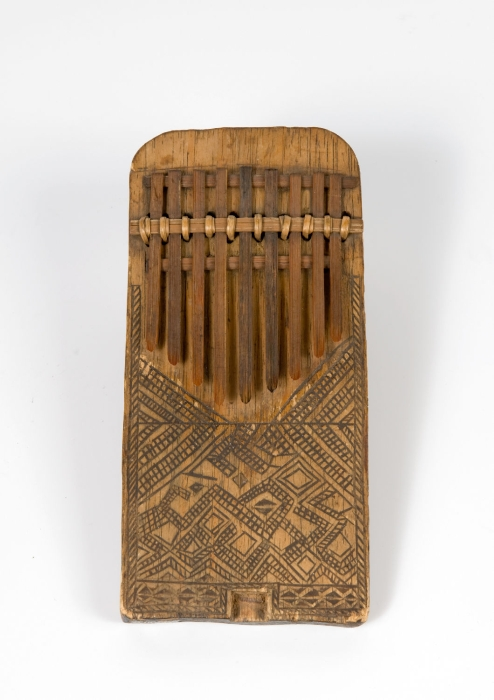
Lamellophon mit neun Bambuszungen aus der Provinz Cabinda im Norden von Angola, vor 1907.

Die Töne können durch Vor- und Zurückschieben der Lamellen gestimmt werden. Im Prinzip ist damit die Stimmung auf jedes beliebige Tonsystem möglich. Die Stimmungen werden jedoch eher in Bezug auf Intervalle als auf Tonschritte einer Tonleiter vorgenommen. Im Falle einer diatonischen Tonleiter sind die Töne beispielsweise abwechselnd rechts und links der langen Mittellamelle angeordnet. Zupft man zwei nebeneinander liegende Lamellen, erklingt also eine konsonante Terz, bei dreien ein Dreiklang und so fort. Im freien Spiel lassen sich daher Sekunddissonanzen nur durch Zupfen einer linken und einer rechten Lamelle erzeugen, weshalb es meist konsonant klingt.

## Mbira

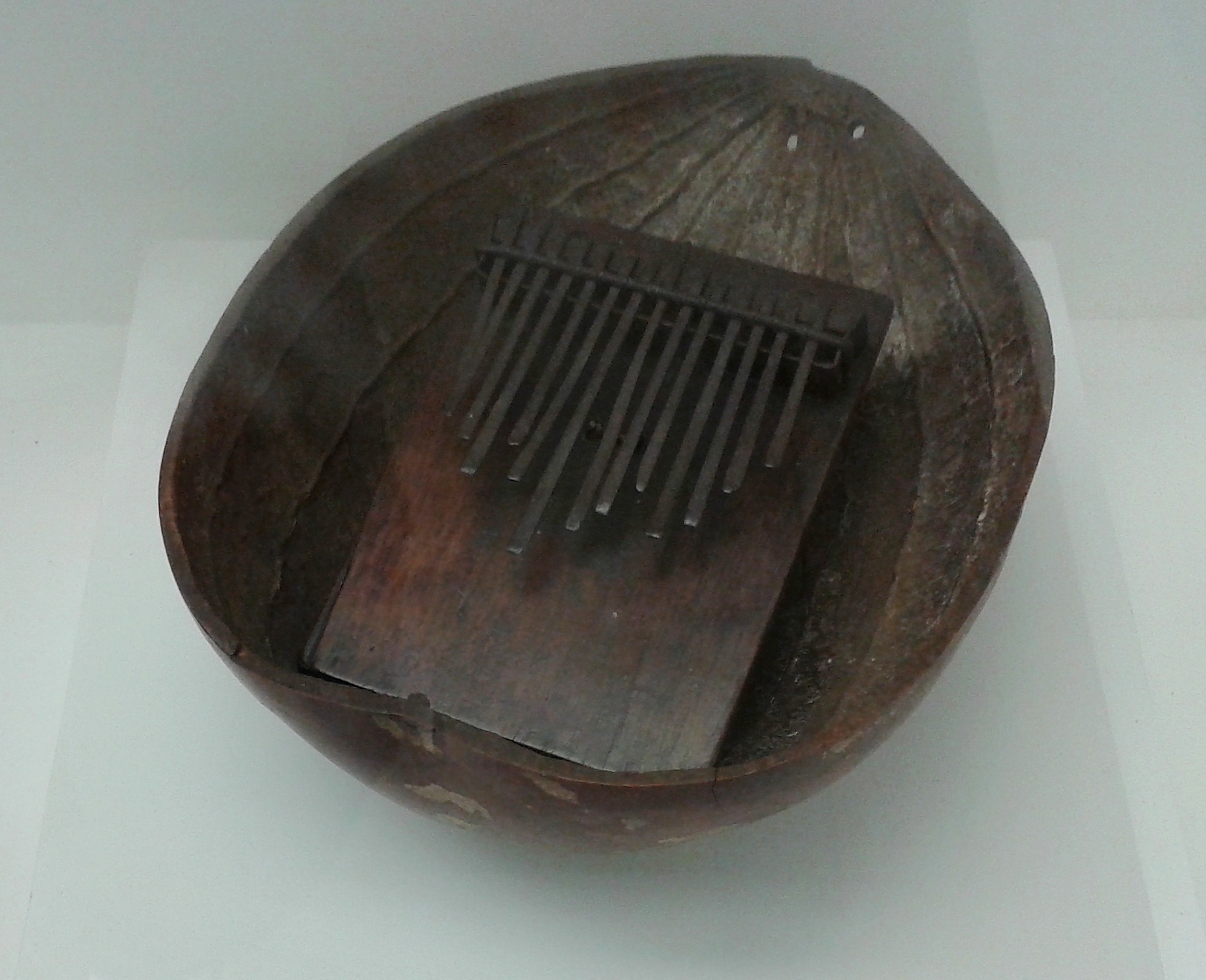
Lamellophon mit 14 Eisenzungen aus Angola, das zur Klangverstärkung in einer Kalebassenhalbschale liegt

Die Mbira besteht aus einem massiven Holzbrettchen, auf dem – je nach Region und Ethnie – meist 7 bis 28, selten 56 Metallzungen unterschiedlicher Länge und Stärke befestigt sind. Rechts unten befindet sich ein Loch, in das der kleine Finger der rechten Hand als Stütze eingeführt wird. Das Instrument wird beidhändig gespielt, wobei Töne erzeugt werden, indem die Zungen mit den Fingernägeln von Daumen (nach unten) oder Zeigefingern (nach oben) gezupft werden. Als Resonanzkörper kommt eine Kalebasse oder ein Schildkrötenpanzer, in neuerer Zeit auch eine Kunststoffschale zum Einsatz, in dem die Mbira befestigt wird.
Die Verwendung eines halbrunden, 15 bis 20 Zentimeter langen Bambusrohres, das an seinen Schnittflächen durch passende Holzeinlagen abgeschlossen wird, ist auch recht häufig. Für die Metallzungen werden auch, in Ermangelung spezieller Materialien, Löffelstiele verwendet. Zusätzlich sind häufig sowohl auf der Mbira selbst als auch auf dem Klangkörper Metallscheiben, Kronkorken und dergleichen befestigt, die beim Spielen in Vibration versetzt werden und die Klirrgeräusche erzeugen.

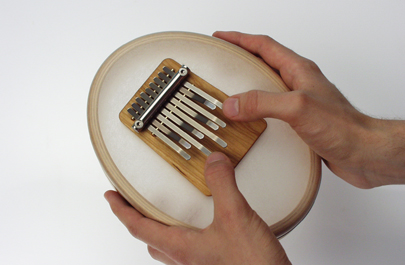
Sansula

Ein Mbira-Ensemble umfasst mindestens zwei Mbiras sowie ein Hosho (Gefäßrassel aus einer Kalebasse). Musiziert wird zumeist über mehrere Stunden hinweg, häufig nachts.
Im religiösen Spiel der Shona in Simbabwe hilft die Spezialform der Mbira Dza Vadzimu sowohl den Musikern als auch den anwesenden Stammesmitgliedern, sich in Trance zu begeben.
Die Mbira wurde als traditionelles Instrument wiederentdeckt und in die Unterhaltungsmusik von Simbabwe einbezogen. Ephat Mujuru, Stella Chiweshe, Dumisani Maraire und Hakurutwe Mude, sowie Maurice White (Earth, Wind & Fire) sind einige der bekanntesten zeitgenössischen Interpreten.
Die kubanische Marimbula ist eine Art Bass-Lamellophon.

## Sansula
Seit 2001 existiert ein neu entwickeltes Lamellophon namens Sansula, das von dem deutschen Musiker und Instrumentenbauer Peter Hokema entwickelt und patentiert wurde. Die Sansula besteht aus einem mit Trommelfell bespannten Holzring, ähnlich einer Rahmentrommel, auf den der klassische Klangblock der Kalimba montiert ist. Ergebnis dieser Konstruktion soll ein gegenüber den bisher bekannten Lamellophonen verbesserter raumfüllender Klang sein. Wird das Instrument auf einem Tisch stehend gespielt, lässt sich der Klang durch leichtes seitliches Anheben und Absenken des Rahmens modulieren; die Wirkung ähnelt einem Tiefpassfilter.

## Kalimbula
In Anlehnung der Bauweise und Nutzung einer Sansula hat Jens Rabenseifner (Hands on Drums) als Keramiker und Schlagzeugbauer die „Kalimbula“ entwickelt. Auf einem Keramikkörper, geformt wie eine Schale ist ein sehr dünnes Sperrholzbrettchen montiert, auf dem das eigentliche Lamellophon platziert ist. Das Sperrholzbrettchen übernimmt die Funktion des „Klemmstockes“ der Mbira, wenn diese in einer Kürbishälfte gespielt wird. Keramik als Resonanzkörper (nicht gesintert) hat bei dieser Verwendung ähnliche Eigenschaften, wie die genutzten Kürbishälften.